# Acanthogonatus campanae
Acanthogonatus campanae is een spinnensoort in de taxonomische indeling van de bruine klapdeurspinnen (Nemesiidae).
Acanthogonatus campanae werd in 1984 beschreven door Legendre & Calderón.